# Elecciones estatales de Colima de 2000
Las elecciones estatales de Colima de 2000 se llevó a cabo el domingo 2 de julio de 2000, simultáneamente con las principales elecciones federales y en ellas fueron los siguientes cargos de elección popular en el estado mexicano de Colima:
- 10 Ayuntamientos. Formados por un Presidente Municipal y regidores, electo para un periodo de tres años no reelegibles de manera consecutiva.
- 70 Diputados al Congreso. Electos por mayoría de cada uno de los Distritos Electorales y 35 mediante de Representación Proporcional

## Resultados electorales

### Ayuntamientos

#### Ayuntamiento de Colima
- Enrique Michel Ruiz  Hecho

#### Ayuntamiento de Manzanillo
- Rogelio Humberto Rueda Sánchez  Hecho

#### Ayuntamiento de Tecomán
- Oscar Armando Ávalos Verdugo  Hecho

#### Ayuntamiento de Comalá
- Felipe Lázaro Barajas  Hecho

#### Ayuntamiento de Villa de Álvarez
- Felipe Cruz Calvario  Hecho

#### Ayuntamiento de Cuauhtémoc
- César Ceballos Gómez  Hecho

#### Ayuntamiento de Coquimatlán
- Adalberto Mario Pineda López  Hecho

#### Ayuntamiento de Armería
- Beatriz Guadalupe Isunza Burciaga  Hecho

#### Ayuntamiento de Ixtlahuacán
- Germán Virgen Verduzco  Hecho

#### Ayuntamiento de Minatitlán
- Horacio Mancilla González  Hecho